# Digonis eversaria
Digonis eversaria är en fjärilsart som beskrevs av Achille Guenée 1858. Digonis eversaria ingår i släktet Digonis och familjen mätare. Inga underarter finns listade i Catalogue of Life.